# Saint-Sauveur-Marville
Saint-Sauveur-Marville – miejscowość i gmina we Francji, w Regionie Centralnym, w departamencie Eure-et-Loir.
Według danych na rok 1990 gminę zamieszkiwało 640 osób, a gęstość zaludnienia wynosiła 34 osoby/km² (wśród 1842 gmin Regionu Centralnego Saint-Sauveur-Marville plasuje się na 579. miejscu pod względem liczby ludności, natomiast pod względem powierzchni na miejscu 702.).